# المركز الوطني للتصديق الرقمي
المركز الوطني للتصديق الرقمي مركز حكومي سعودي، تأسس بناء على موافقة سامية بتاريخ 10/1/1422هـ، بغية الحفاظ على أمن المعلومات وسلامتها أثناء تبادلها عبر التعاملات الإلكترونية. أسست المملكة العربية السعودية المركز تحت إشراف البنية التحتية للمفاتيح العامة، وحُدّدت صلاحياتهُ ومهامُه وفقاً لنظام التعاملات الإلكترونية في المملكة. وهو أحد مشاريع الخطة الوطنية للاتصالات وتقنية المعلومات، الرامية إلى تحول المملكة لمجتمع المعلومات والاقتصاد الرقمي.

## الرؤية
إن رسالة المركز الوطني للتصديق الرقمي هي خلق بيئة إلكترونية آمنة وموثوقة في التعاملات الإلكترونية الحكومية والتجارية والفردية في المملكة، وذلك من خلال إدارة وتشغيل بنية تحتية للمفاتيح العامة موحدة على مستوى المملكة تدار وتنظم بشكل مركزي وتتبع للتنظيم والتشريع الحكومي، ونشر استخدامات المنتجات الأمنية التي تقدمها كشهادات التصديق الرقمي والتواقيع الرقمية لكافة شرائح المجتمع، وفق أنموذج عمل مرن فنياً ومجدي اقتصادياً يؤدي إلى إسقاط أعباء وتكاليف التأسيس الباهضة لهذه البنية عن الجهات الحكومية.

## الأهمية
يقدم المركز منظومة متكاملة لإدارة البنية التحتية للمفاتيح العامة، والتي تقوم عليها كافة الأعمال الإلكترونية كالتجارة الإلكترونية والحكومة الإلكترونية. وتمكّن هذه المنظومة المتعاملين عن طريق شبكة الإنترنت بمختلف فئاتهم (حكومة، مواطنون، أعمال) من إجراء مختلف العمليات الإلكترونية بسرية وموثوقية وسلامة تامة.

## الاستراتيجية
وتعتمد استراتيجية المركز في إدارة البنية التحتية للمفاتيح العامة في المملكة على نموذج بنيوي يحتوي على مركز التصديق الجذري السعودي ومراكز التصديق المندرجة تحته كمركز التصديق الحكومي ومركز تصديق الأفراد ومركز التصديق التجاري، حيث يتولى المركز الوطني للتصديق الرقمي استضافة وإدارة مراكز التصديق في مركز أمني موحد يسمى بمركز الخدمات المشتركة، ويكون هذا المركز مسؤولاً عن إصدار الشهادات الرقمية والإدارة الشاملة لشهادات مقدمي خدمات التصديق. وتعمل جميع مراكز التصديق سوياً من أجل إصدار الشهادات الرقمية للمستفيدين بأنواع مختلفة (شهادة تشفير، شهادة هوية، شهادة توقيع رقمي)، وذلك لتمكين مستخدمي التعاملات الإلكترونية الحكومية أو التجارية من إجراء معاملاتهم الإلكترونية بسرية وموثوقية وسلامة تامة

## المهام
1. إصدار الشهادات الرقمية لمراكز التصديق الرقمي في المملكة.
2. إدارة وتشغيل وصيانة الأجهزة والبرمجيات الخاصة بالبنية التحتية للمفاتيح العامة.
3. إلغاء الشهادات الرقمية عند الحاجة ونشر قائمة الشهادات الملغاة على الإنترنت.
4. تأهيل الجهات المتقدمة للحصول على تراخيص فتح مراكز تصديق للشهادات الرقمية.
5. إعداد الأنظمة واللوائح الخاصة بالبنية التحتية للمفاتيح العامة والتنسيق في ذلك مع الجهات المعنية.
6. التنسيق الفني والإداري فيما بين مراكز التصديق في المملكة.
7. العمل على إعداد الأنظمة اللازمة لإتمام التعاملات الإلكترونية والتنسيق في ذلك مع الجهات المعنية.[3]

## اللجنة العليا للسياسة والأنظمة
طُورت السياسات العامة والمعايير النظامية للبنية التحتية للمفاتيح العامة في المملكة، من خلال إنشاء اللجنة العليا للسياسات والأنظمة الخاصة ببنية المفاتيح العامة، والتي تعنى بدراسة الجوانب النظامية لإصدار الشهادات، وضوابط الاستخدام، ووضع السياسات الوطنية والإجراءات التي تنظم تقديم الخدمة، كشروط ترخيص مقدمي الخدمة، وآلية الإشراف على عمل مراكز التصديق ومراكز التسجيل، وطرق المتابعة والتدقيق.

## انظر ايضاً
1. وزارة الاتصالات وتقنية المعلومات (السعودية)